# Соединённые Штаты Польши

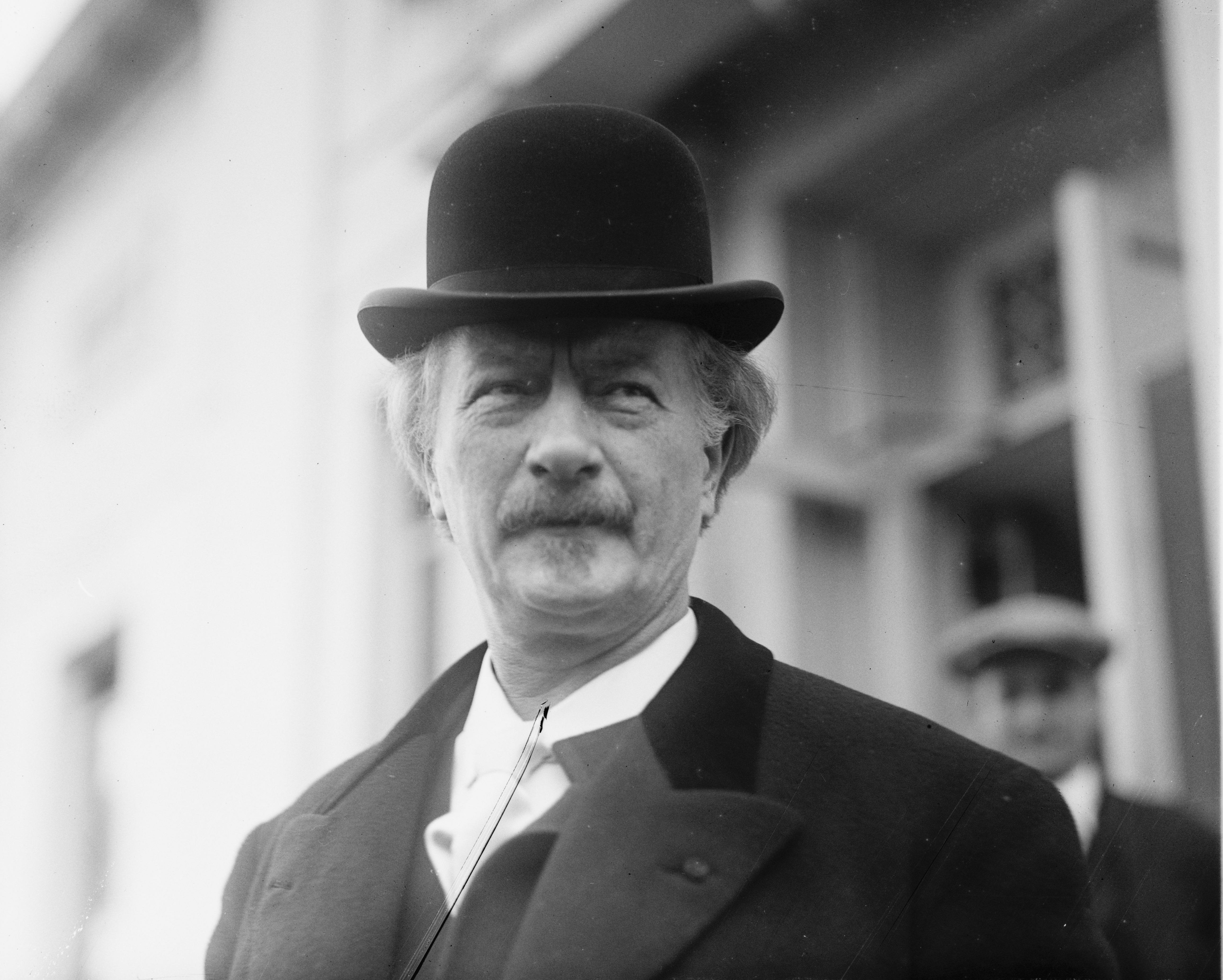
Игнаций Ян Падеревский

Соединённые Штаты Польши (пол. Stany Zjednoczone Polski) — нереализованная политическая концепция возрождения Польской республики, созданная министром иностранных дел Польши Игнацием Яном Падеревским.
Концепция впервые была представлена в меморандуме Падеревского, которое было передано 11 января 1917 года президенту США Томасу Вудро Вильсону. Падеревский призвал к восстановлению Польши как федеративного государства, в котором конституция и закон должны были гарантировать права граждан, а также различных этнических и религиозных групп. Территория Соединенных Штатов должна была покрыть большую часть Речи Посполитой в пределах 1772 года. Учитывая население этой территории в то время, в новообразованной стране жило бы около 54 миллионов человек. Во главе государства должен был стоять президент, который в то же время имел бы титул короля Польского, Литовского, Полесского и Галицкого.

## Административное деление
Соединённые Штаты Польши должны были состоять из нескольких административных единиц, которые бы имели большую автономию, в частности:
- Королевство Польское
- Королевство Литовское
- Королевство Полесское
- Королевство Галицко-Подольское
- Королевство Волынское.

Позже в той же концепции Королевство Галицко-Подольское было заменено Королевством Галицким, Королевство Волынское же было вообще исключено. Королевство Галицкое должно было включить территорию Восточной Галиции и расположенную между Западным Бугом и Збруч часть Волыни. Северная Волынь отходила к Королевству Полесскому. Кроме земель собственно Речи Посполитой, в состав СШП должны были войти земли Тешинского княжества, Опольская Силезия, а также ряд уездов Нижней Силезии. В отдельном меморандуме от того же 11 января 1917 года помещались требования о включении в состав СШП Восточной Пруссии.

## Украинская проблема
Постулат создания Королевства Галицкого и Королевства Полесского на территориях, значительную часть населения которых составляли украинцы, не устроил украинских политиков, которые стремились к созданию независимого украинского государства. Падеревский, однако, оставил этот вопрос неопределённым, потому что из-за большого процента украинского населения в этом регионе и по политическим и демографическим причинам реализация их намерений вызвала бы распад Российской империи.